# 孔達拉省
孔達拉省是西非國家畿內亞的33個省之一，位於該國西北部，由博凱大區負責管轄，首府設於孔達拉，北臨塞內加爾，東接馬里省，南毗加瓦爾省，西鄰畿內亞比紹，面積5,505平方公里，人口約110,000。